# Speeton
Speeton är en by i civil parish Reighton, i kommunen North Yorkshire, i grevskapet North Yorkshire, i England. Byn är belägen 18 km från Scarborough. Speeton var en civil parish 1866–1935 när blev den en del av Reighton. Civil parish hade 165 invånare år 1931. Byn nämndes i Domedagsboken (Domesday Book) år 1086, och kallades då Specton/Spetton/Spretone.